# Hugues de Dabo
 Hugues de Dabo  ou Hugues VI de Nordgau (mort avant 1049), comte de Dabo.

## Origine familiale
Hugues de Dabo ou Hugues VI dans la lignée des Etichonides de Nordgau est le fils cadet de Hugues IV de Nordgau et de son épouse Heilwige de Dabo, héritière de ce comté.
Il hérite du droit de sa mère le comté de Dabo et épouse une certaine Mathilde [d'Eename] (?) qui lui donne deux enfants :
- Henri Ier comte d'Eguisheim et de Dabo ;
- Gerberge abbesse de Hesse.

## Source
- Michel Parisse, Noblesse et chevalerie en Lorraine médiévale, Nancy, Publication Université de Nancy II, 1982 (ISBN 2864801272), « Les Etichonides » p. 89, & annexe 27, « Dabo » p. 375.